# Абаокоро
Абаокоро (англ. Abaokoro) — деревня и одноимённый остров на северо-востоке атолла Тарава, архипелаг Гилберта. Абаокоро входит в муниципалитет Северная Тарава, Республика Кирибати. По данным переписи 2020 года, население составляет 371 человек.

## География

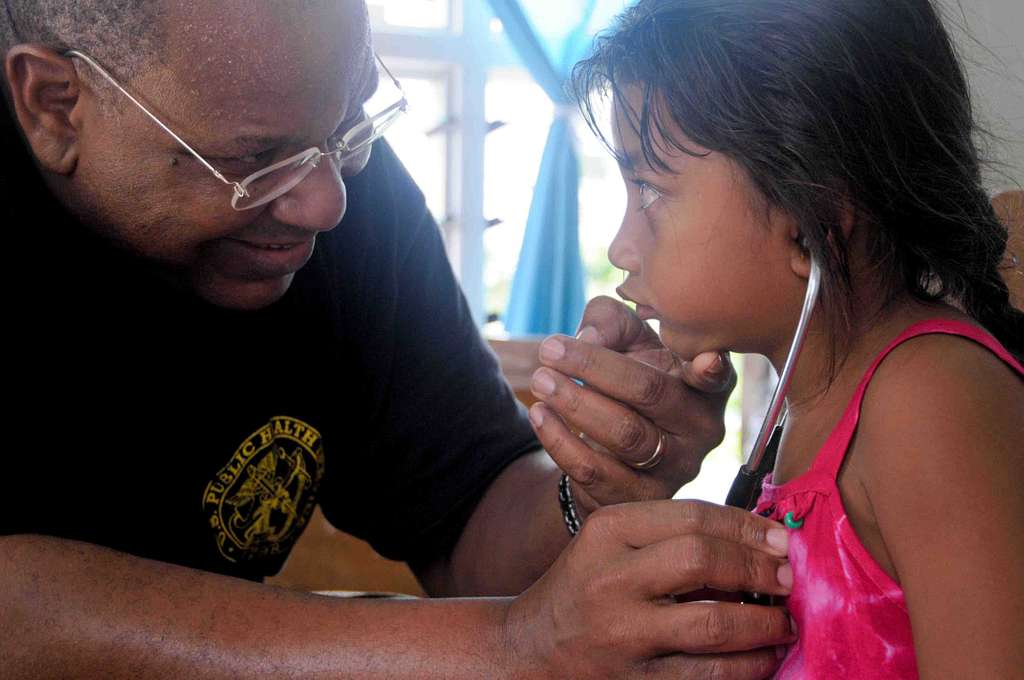
Онколог Службы общественного здравоохранения США капитан Отис Броули осматривает ребёнка во время медицинского гражданского проекта Тихоокеанского партнерства 2009 года в деревне Абаокоро

Абаокоро расположен на северо-восточной оконечности атолла Тарава. Площадь суши — 0,26 км². Остров соединён с соседним поселением Маренанука мостом, построенным через узкий пролив в 1995 году. С севера граничит с деревней Ноото, от которой отделён бухтой.
Климат тропический морской с высокой влажностью и средними температурами +24…+26 °C. Сезон дождей длится с ноября по апрель, годовая норма осадков — около 1557 мм.
| Показатель                     | Янв. | Фев. | Март | Апр. | Май  | Июнь | Июль | Авг. | Сен. | Окт. | Нояб. | Дек. | Год  |
| ------------------------------ | ---- | ---- | ---- | ---- | ---- | ---- | ---- | ---- | ---- | ---- | ----- | ---- | ---- |
| Средний суточный максимум, °C  | 31,1 | 31,2 | 31,3 | 31,4 | 31,4 | 31,5 | 31,6 | 31,6 | 31,4 | 31,8 | 31,7  | 31,5 | 31,5 |
| Средний суточный минимум, °C   | 24,5 | 25,0 | 25,3 | 25,4 | 25,7 | 25,5 | 25,6 | 25,7 | 25,7 | 25,5 | 25,4  | 25,1 | 25,4 |
| Норма осадков, мм              | 272  | 201  | 188  | 183  | 163  | 137  | 157  | 122  | 89   | 89   | 102   | 203  | 1905 |
| Источник: World Weather Online |      |      |      |      |      |      |      |      |      |      |       |      |      |

Абаокоро является административным центром муниципалитета Северная Тарава. До переноса административного центра атолла Тарава в Баирики, колониальная администрация раполагалась в Абаокоро. В деревне расположена начальная школа англ. Bwaan Nei Kanna Primary school, младшая средняя школа англ. EutanTarawaieta Junior Secondary School, а южнее англ. Amoange Primary school. Одной из проблем для жителей острова является сложность доступа к школам: автобусного сообщения нет, учащиеся вынуждены ходить пешком, чему мешают приливы.
Динамика изменения численности населения подвержена оттоку жителей в Южную Тараву.
Почтовое отделение открыто в 1956 году и действует до сих пор.

## Население
| 2010 |
| ---- |
| 262  |

|       |     | <1 | 1 | 2 - 5 | 6 - 14 | 15 - 17 | 18 - 49 | 50 - 60 | 70+ |
| ----- | --- | -- | - | ----- | ------ | ------- | ------- | ------- | --- |
| Всего | 294 | 4  | 3 | 24    | 95     | 24      | 110     | 29      | 5   |